# Ja'Whaun Bentley
(en) Statistiques sur pro-football-reference
Ja'Whaun Louis Bentley, né le 24 août 1996 à Glenarden au Maryland, est un joueur professionnel américain de football américain. 
Il joue au poste de middle linebacker pour la franchise des Patriots de la Nouvelle-Angleterre dans la National Football League (NFL) depuis la saison 2018.

## Biographie
Bentley joue son football universitaire avec les Boilermakers de Purdue. Spécialisé contre le jeu au sol, il est éligible pour la draft de 2018. Il est sélectionné durant la troisième journée par les Patriots de la Nouvelle-Angleterre, l'équipe pour laquelle son joueur préféré, Dont'a Hightower, joue.
Durant son contrat recrue, Bentley s'établit comme une part intégrante de la défense des Patriots. Il est le joueur chargé de la communication avec les entraineurs durant le jeu. Comme lors de son parcours junior, il se montre physique et particulièrement apte contre le jeu au sol. Cependant, il éprouve des difficultés contre la passe. Son contrat est reconduit par l'équipe en 2022. L'année suivante, il resigne pour deux ans. L'entraineur des linebackers Jerod Mayo déclare alors qu'il s'attends à ce que Bentley devienne le leader de la défense de l'équipe après la retraite de Devin McCourty en 2023.

## Statistiques
| Année      | Équipe                             | MJ |                 | Plaquages       | Plaquages       | Plaquages       | Plaquages       |                 | Interceptions   | Interceptions   | Interceptions | Interceptions |  | Fumbles | Fumbles |
| Année      | Équipe                             | MJ | Total           | Seul            | Ast.            | Sacks           | Nb.             | Yards           | Déf.            | TD              | Nb.           | Rec.          |  |         |         |
| 2018       | Patriots de la Nouvelle-Angleterre | 03 | 014             | 09              | 05              | 0,0             | 1               | 0               | 1               | 0               | 0             | 0             |  |         |         |
| 2019       | Patriots de la Nouvelle-Angleterre | 16 | 044             | 29              | 15              | 0,0             | 0               | 0               | 1               | 0               | 0             | 0             |  |         |         |
| 2020       | Patriots de la Nouvelle-Angleterre | 13 | 091             | 50              | 41              | 1,5             | 0               | 0               | 2               | 0               | 0             | 0             |  |         |         |
| 2021       | Patriots de la Nouvelle-Angleterre | 16 | 109             | 68              | 41              | 1,0             | 0               | 0               | 2               | 0               | 0             | 0             |  |         |         |
| 2022       | Patriots de la Nouvelle-Angleterre | 17 | 125             | 62              | 63              | 3,0             | 1               | 07              | 2               | 0               | 0             | 1             |  |         |         |
| 2023       | Patriots de la Nouvelle-Angleterre | 16 | 114             | 55              | 59              | 4,5             | 0               | 0               | 3               | 0               | 1             | 0             |  |         |         |
| 2024       | Patriots de la Nouvelle-Angleterre | ?  | Saison en cours | Saison en cours | Saison en cours | Saison en cours | Saison en cours | Saison en cours | Saison en cours | Saison en cours | ?             | ?             |  |         |         |
| Totaux NFL | Totaux NFL                         | 83 | 509             | 280             | 229             | 10,5            | 2               | 07              | 11              | 0               | 1             | 1             |  |         |         |

| Année      | Équipe                             | MJ |       | Plaquages | Plaquages | Plaquages | Plaquages |       | Interceptions | Interceptions | Interceptions | Interceptions |  | Fumbles | Fumbles |
| Année      | Équipe                             | MJ | Total | Seul      | Ast.      | Sacks     | Nb.       | Yards | Déf.          | TD            | Nb.           | Rec.          |  |         |         |
| 2019       | Patriots de la Nouvelle-Angleterre | 1  | 4     | 3         | 1         | 0,0       | 0         | 0     | 0             | 0             | 0             | 0             |  |         |         |
| 2021       | Patriots de la Nouvelle-Angleterre | 1  | 2     | 2         | 0         | 0,0       | 0         | 0     | 0             | 0             | 0             | 0             |  |         |         |
| Totaux NFL | Totaux NFL                         | 2  | 6     | 5         | 1         | 0,0       | 0         | 0     | 0             | 0             | 0             | 0             |  |         |         |